# Jaroslav Novotný (skladatel)
Jaroslav Novotný (28. března 1886 Jičín – 1. června 1918 Miass) byl český hudební skladatel.

## Život
Jaroslav Novotný pocházel z učitelské rodiny. Po maturitě na reálném gymnáziu na Smíchově v Praze studoval matematiku, fyziku a hudební vědu na Karlově univerzitě. Vedle toho hrál na klavír u Rudolfa Frimla a ve skladbě byl žákem Vítězslava Nováka.
Stal se učitelem hudby na hudební škole a byl sbormistrem pěveckého spolku Tovačovský. Psal recenze do časopisu Hudební revue. Roku 1909 se oženil s Olgou Vlčkovou a v roce 1910 se stal korepetitorem opery Vinohradského divadla v Praze a působil jako korepetitor v proslulé Pivodově pěvecké škole. V letech 1913 až 1915 byl sbormistrem spolku Lukes. V roce 1915 narukoval do Salcburku, kde absolvoval důstojnickou školu a v lednu 1916 poslán na haličskou frontu. V létě 1917 byl zajat, ale dostal se do Československých legií v Rusku. Jeho spolubojovníkem byl spisovatel a dramatik František Langr. Byl příslušníkem 7. pluku „Tatranského“ a později 1. pluku Mistra Jana Husi. I v legiích založil pěvecký sbor, pro nějž psal mužské sbory a harmonizace různých hymen a chorálů. Stal se kapelníkem hudby prvního pluku. 1. června 1918 padl ve vítězné „Bitvě na Mechové hoře“ proti bolševikům u Miassu pod Uralem a byl pochován ve společném hrobě.
Syn, Jaroslav Novotný, se stal filmovým a televizním režisérem. Této profesi se věnuje i jeho vnuk Petr Novotný. Dcera Nathalie, provdaná Urbanová.

## Dílo

### Orchestrální skladby
- Ze sonaty Schubertovy (1907)
- Cyklus orchestrálních tanců (1907)
- Moderato

### Komorní skladby
- Smyčcový kvartet G dur op. 7 (autorem označovaný jako druhý, 1913)
- Smyčcový kvartet F dur s. o. (nedokončený, komponováno v červenci 1917 v legiích)
- Vivo come prima (samostatná věta pro smyčcové kvarteto, nedokončena)
- Smyčcový kvartet (pouze části: I. Allegro man non troppo, III. Vášeň – nedokončena)
- Septuor op. 8 (1913)
- Bagately pro klavír
- Sonata pro klavír op. 10

### Sbory
- Já bloudil v nočním snění (1913)
- Já snil, že mezi květinami (1913)
- Mužské sbory op.1 (slova František Ladislav Čelakovský, 1908)
- Mužské sbory op.11 (slova Jan Neruda, vyznamenáno v soutěži informačního a osvětového odboru v Rusku, 1920)
- Mužské sbory op.12 (slova Petr Křička, vyznamenán v soutěži informačního a osvětového odboru v Rusku 1920)
- Úpravy národních písní a státních hymen pro mužský sbor vojenského pluku

### Písně
- A la furiant (na slova Františka Ladislava Čelakovského, 1907)
- Vivo (F. L. Čelakovský, 1907)
- Der kleine Lazarus (na slova R. Dehmla, nedokončeno)
- Dětství Ježíšovo (na slova staročeské legendy)
- Věčná svatba op. 2 pro vyšší hlas a klavír (na slova M. Dauthendaye, 1925);
- Hřbitovní kvítí op. 3 pro vyšší hlas a klavír (na slova J. Nerudy, 1910)
- Balady duše op. 4 pro střední hlas a klavír (na slova Antonína Sovy, 1909)
- Píseň písní op. 5 (na text Bible, 1909)
- Dětské písně op. 6 pro vyšší hlas (na slova R. Dehmela a P. Dehmelové, 1913
- Světice má (1913)
- Písně kosmické op. 8 pro nižší hlas a klavír (na slova J. Nerudy, 1914)
- Ze srdce op. 9 pro střední hlas a klavír (na slova J. Nerudy, 1914)